# Referèndum de devolució a Escòcia de 1997
El Referèndum de devolució escocès de 1997 va ser un referèndum pre-legislatiu que va tenir lloc a Escòcia l'11 de setembre de 1997 per validar si hi havia suport a la creació d'un Parlament Escocès amb poders transferits, i si aquest Parlament havia de tenir poders per variar els impostos. El referèndum era un compromís dins el manifest electoral del partit laborista de Tony Blair i va tenir lloc després que aquest partit guanyés les eleccions al Parlament del Regne Unit de 1997. Fou el segon referèndum a Escòcia sobre la qüestió de la devolució, el primer havia tingut lloc el 1979. La participació del referèndum fou del 60,4%.

## Resultat
El resultat fou la victòria del 'Sí-Sí': la majoria dels votants varen votar favorablement a les dues propostes.

### Pregunta 1

Mapa mostrant els resultats per consell.

Primerament el referèndum preguntava als votants:
- Estic d'acord amb el fet que hi hauria d'haver un Parlament Escocès.
- No estic d'acord amb el fet que hi hauria d'haver un Parlament Escocès.

| A Favor : 1.775.045 (74,3%) | En Contra : 614.400 (25,7%) |
| ▲                           |                             |

#### Vots a cada àrea
| Àrea del Consell                   | Vots pel Sí | Vots pel No | Sí % | No % |
| ---------------------------------- | ----------- | ----------- | ---- | ---- |
| Aberdeen                           | 65.035      | 25.580      | 71,8 | 28,2 |
| Aberdeenshire                      | 61.621      | 34.878      | 63,9 | 36,1 |
| Angus                              | 33.571      | 18.350      | 64,7 | 35,3 |
| Argyll i Bute                      | 30.452      | 14.796      | 67,3 | 32,7 |
| Clackmannanshire                   | 18.790      | 4.706       | 80   | 29   |
| Dumfries i Galloway                | 44.619      | 28.863      | 60,7 | 39,3 |
| Dundee                             | 49.252      | 15.553      | 76   | 24   |
| East Ayrshire                      | 49.131      | 11.426      | 81,1 | 18,9 |
| East Dunbartonshire                | 40.917      | 17.725      | 69,8 | 30,2 |
| East Lothian                       | 33.525      | 11.665      | 74,2 | 25,8 |
| East Renfrewshire                  | 28.253      | 17.573      | 61,7 | 38,3 |
| Edimburg                           | 155.900     | 60.832      | 71,9 | 28,1 |
| Falkirk                            | 55.642      | 13.953      | 80   | 20   |
| Fife                               | 125.668     | 39.517      | 76,1 | 23,9 |
| Glasgow                            | 204.269     | 40.106      | 83,6 | 16,4 |
| Highland                           | 72.551      | 27.431      | 72,6 | 27,4 |
| Inverclyde                         | 31.680      | 8.945       | 78   | 22   |
| Midlothian                         | 31.681      | 7.979       | 79,9 | 20,1 |
| Moray                              | 24.822      | 12.122      | 67,2 | 32,8 |
| North Ayrshire                     | 51.304      | 15.931      | 76,3 | 23,7 |
| North Lanarkshire                  | 123.063     | 26.010      | 82,6 | 17,4 |
| Perth i Kinross                    | 40.344      | 24.998      | 61,7 | 38,3 |
| Renfrewshire                       | 68.711      | 18.213      | 79   | 21   |
| Scottish Borders                   | 33.855      | 20.060      | 62,8 | 37,2 |
| South Ayrshire                     | 40.161      | 19.909      | 66,9 | 33,1 |
| South Lanarkshire                  | 114.908     | 32.762      | 77,8 | 22,2 |
| Stirling                           | 29.190      | 13.440      | 68,5 | 31,5 |
| West Dunbartonshire                | 39.051      | 7.058       | 84,7 | 15,3 |
| West Lothian                       | 56.923      | 14.614      | 79,6 | 20,4 |
| na h-Eileanan Siar (Western Isles) | 9.977       | 2.589       | 79,4 | 20,6 |
| Orkney                             | 4.749       | 3.541       | 57,3 | 42,7 |
| Shetland                           | 5.430       | 3.275       | 62,4 | 37,6 |
| TOTAL                              | 1.775.045   | 614.400     | 74,3 | 25,7 |

A diferència del referèndum de Gal·les, una gran majoria va votar pel 'Sí' en cadascun dels consells locals.

### Pregunta 2

Mapa mostrant els resultats per consell.

En segon lloc el referèndum preguntava:
- Estic d'acord que el Parlament Escocès tingui poders per modificar impostos.
- No estic d'acord que el Parlament Escocès tingui poders per modificar impostos.

| A Favor : 1.512.889 (63,5%) | En Contra : 870.263 (36,5%) |
| ▲                           |                             |

#### Vots a cada àrea
| Àrea del Consell                   | Vots pel Sí | Vots pel No | Sí % | No % |
| ---------------------------------- | ----------- | ----------- | ---- | ---- |
| Aberdeen                           | 54.320      | 35.709      | 60,3 | 39,7 |
| Aberdeenshire                      | 50.295      | 45.929      | 52,3 | 47,7 |
| Angus                              | 27.641      | 24.089      | 53,4 | 46,6 |
| Argyll i Bute                      | 25.746      | 19.429      | 57   | 43   |
| Clackmannanshire                   | 16.112      | 7.355       | 68,7 | 31,3 |
| Dumfries i Galloway                | 35.737      | 37.499      | 48,8 | 51,2 |
| Dundee                             | 42.304      | 22.280      | 65,5 | 34,5 |
| East Ayrshire                      | 42.559      | 17.824      | 70,5 | 29,5 |
| East Dunbartonshire                | 34.576      | 23.914      | 59,1 | 40,9 |
| East Lothian                       | 28.152      | 16.765      | 62,7 | 37,3 |
| East Renfrewshire                  | 23.580      | 22.153      | 51,6 | 48,4 |
| Edimburg                           | 133.843     | 82.188      | 62   | 38   |
| Falkirk                            | 48.064      | 21.403      | 69,2 | 30,8 |
| Fife                               | 108.021     | 58.987      | 64,7 | 35,3 |
| Glasgow                            | 182.589     | 60.842      | 75   | 25   |
| Highland                           | 61.359      | 37.525      | 62,1 | 37,9 |
| Inverclyde                         | 27.194      | 13.277      | 67,2 | 32,8 |
| Midlothian                         | 26.776      | 12.762      | 67,7 | 32,3 |
| Moray                              | 19.326      | 17.344      | 52,7 | 47,3 |
| North Ayrshire                     | 43.990      | 22.991      | 65,7 | 34,3 |
| North Lanarkshire                  | 107.288     | 41.372      | 72,2 | 27,8 |
| Perth i Kinross                    | 33.398      | 31.709      | 51,3 | 48,7 |
| Renfrewshire                       | 55.075      | 31.537      | 63,6 | 36,4 |
| Scottish Borders                   | 27.284      | 26.487      | 50,7 | 49,3 |
| South Ayrshire                     | 33.679      | 26.217      | 56,2 | 43,8 |
| South Lanarkshire                  | 99.587      | 47.708      | 67,6 | 32,4 |
| Stirling                           | 25.044      | 17.487      | 58,9 | 41,1 |
| West Dunbartonshire                | 34.408      | 11.628      | 74,7 | 25,3 |
| West Lothian                       | 47.990      | 23.354      | 67,3 | 32,7 |
| Na h-Eileanan Siar (Western Isles) | 8.557       | 3.947       | 68,4 | 31,6 |
| Orkney                             | 3.917       | 4.344       | 47,4 | 52,6 |
| Shetland                           | 4.478       | 4.198       | 51,6 | 48,4 |
| TOTAL                              | 1.512.889   | 870.253     | 63,5 | 36,5 |

Els votants a favor de poders per modificar impostos van obtenir una majoria significativa, quan ho comparem amb l'establiment del Parlament per se. Una majoria va votar 'Sí' en cadascun dels consells locals, excepte al de Dumfries i Galloway i a les Orkney.